# Championnat de Roumanie de football 1974-1975
Navigation
Saison précédente Saison suivante
La saison 1974-1975 du Championnat de Roumanie de football était la 57e édition de la première division roumaine. Le championnat rassemble les 18 meilleures équipes du pays au sein d'une poule unique, où chaque club rencontre tous ses adversaires 2 fois, à domicile et à l'extérieur.
C'est le Dinamo Bucarest qui termine en tête du championnat et remporte le 8e titre de champion de Roumanie de son histoire.

## Les 18 clubs participants
| - Dinamo Bucarest - Chimia Râmnicu Vâlcea - Promu de Divizia B - Olimpia Satu Mare - Promu de Divizia B - Steaua Bucarest - ASA Târgu Mureș - Sportul Studențesc Bucarest - FC Constanța - Universitatea Craiova - Politehnica Iași | - UT Arad - FC Argeș Pitești - Universitatea Cluj - FCM Galați - Promu de Divizia B - CFR Cluj - CSM Reșița - Steagul Roșu Orașul Brașov - SC Jiul Petroșani - Politehnica Timișoara |

## Compétition

### Classement
Le classement est établi en utilisant le barème suivant :
- Victoire : 2 points
- Match nul : 1 point
- Défaite, forfait ou abandon : 0 point

| Rang | Équipe                      | Pts | J  | G  | N  | P  | Bp | Bc | Diff |
| ---- | --------------------------- | --- | -- | -- | -- | -- | -- | -- | ---- |
| 1    | Dinamo Bucarest             | 43  | 34 | 19 | 5  | 10 | 63 | 37 | +26  |
| 2    | ASA Târgu Mureș             | 40  | 34 | 18 | 4  | 12 | 47 | 38 | +9   |
| 3    | Universitatea Craiova (T)   | 39  | 34 | 15 | 9  | 10 | 51 | 32 | +19  |
| 4    | Sportul Studențesc Bucarest | 36  | 34 | 15 | 6  | 13 | 48 | 49 | -1   |
| 5    | Steaua Bucarest             | 35  | 34 | 15 | 5  | 14 | 59 | 45 | +14  |
| 6    | FCM Reșița                  | 35  | 34 | 15 | 5  | 14 | 54 | 48 | +6   |
| 7    | FC Argeș Pitești            | 34  | 34 | 15 | 4  | 15 | 51 | 43 | +8   |
| 8    | UT Arad                     | 34  | 34 | 15 | 4  | 15 | 45 | 39 | +6   |
| 9    | Olimpia Satu Mare (P)       | 33  | 34 | 13 | 7  | 14 | 38 | 44 | -6   |
| 10   | FC Constanta                | 33  | 34 | 13 | 7  | 14 | 39 | 45 | -6   |
| 11   | Politehnica Timișoara       | 33  | 34 | 13 | 7  | 14 | 32 | 40 | -8   |
| 12   | Universitatea Cluj          | 33  | 34 | 12 | 9  | 13 | 29 | 38 | -9   |
| 13   | Politehnica Iași            | 33  | 34 | 15 | 3  | 16 | 45 | 56 | -11  |
| 14   | SC Jiul Petroșani           | 32  | 34 | 13 | 6  | 15 | 41 | 36 | +5   |
| 15   | CFR Cluj                    | 32  | 34 | 11 | 10 | 13 | 26 | 34 | -8   |
| 16   | Steagul Roșu Orașul Brașov  | 31  | 34 | 12 | 7  | 15 | 39 | 30 | +9   |
| 17   | Chimia Râmnicu Vâlcea (P)   | 31  | 34 | 11 | 9  | 14 | 35 | 54 | -19  |
| 18   | FCM Galați (P)              | 25  | 34 | 10 | 5  | 19 | 27 | 61 | -34  |

|  | Qualifié pour la Coupe des clubs champions 1975-1976 |
|  | Qualifié pour la Coupe UEFA 1975-1976                |
|  | Relégation en Divizia B                              |

## Bilan de la saison
| Tableau d'Honneur                   |                               |
| Compétition                         | Vainqueur                     |
| Championnat de Roumanie de football | Dinamo Bucarest               |
| Coupe de Roumanie de football       | FC Rapid Bucarest (Divizia B) |

| Qualifications européennes          |                                       |
| Compétition                         | Qualifié                              |
| Coupe des clubs champions 1975-1976 | Dinamo Bucarest                       |
| Coupe des Coupes 1975-1976          | FC Rapid Bucarest                     |
| Coupe UEFA 1975-1976                | ASA Târgu Mureș Universitatea Craiova |

| Promotions et relégations |                                                             |
| Promus en Divizia A       | SC Bacău FC Bihor Oradea FC Rapid Bucarest                  |
| Relégués en Divizia B     | Steagul Roșu Orașul Brașov Chimia Râmnicu Vâlcea FCM Galați |